# Turcat-Méry
Turcat-Méry (Тюрка-Мері) — з 1899 року французький виробник автомобілів. Штаб-квартира розташована в Марселі. У 1920 році компанію купує банк Société marseillaise de crédit, а у 1924 році — Артур Провенцаль. У 1929 році компанія припинила виробництво автомобілів.

## Заснування компанії
У 1895 році пройшли перші перегони Париж-Бордо-Париж, гонки організував автомобільний клуб, що тільки-но з'явився, — Automobile-Club de France, засновником якого були барон ван Зюлен, маркіз Де Діон і Поль Меян (засновник і редактор автожурналу France Automobile). У гонках перемогу здобув Еміль Левассор, що показав середню швидкість в 24.5 км/год. На честь завершення перших гонок Поль Меян організував від особи журналу прес-конференцію і бенкет. На бенкеті Деграндж, головний редактор газети LE VELD, який виступав на Delahaye, сказав, що його автомобіль може розганятися до 40 км/год, але це критична швидкість, яка є далеко не безпечною для доріг загального користування.
Тоді із залу хтось встав і сказав: "Якщо ви стверджуєте, що 40 км/год це багато, то я вип'ю за те, щоб машина розвивала всі 100 км/год. У залі почулося хихикання і оплески. Еміль Левассор нахилився до Меяна і прошепотів: «Хіба це не дивно, що на бенкетах завжди є той, хто бовкне дурницю?».
Людиною, яка вимовила цю дурість, був Альфонс Мері. Незабаром він знову їде до Парижа, де купує автомобіль Panhard et Levassor, і привозить її до Марселя, де вона стає першою машиною. Незабаром двоюрідний брат Альфонса — Леон Тюрка на прохання свого приятеля Меєра, який був, до речі, племінником Армана Пежо, тестує новий «Пежо», який оснащений кермом від велосипеда і пневматичними шинами, він зміг розвинути на цьому автомобілі 60 км/год, після чого Альфонс Мері купує такий же автомобіль собі.
Незабаром молодший брат Альфонса — Симон Мері і його кузен Леон Тюрка вирішують самі збирати машини, для цього були всі можливості, ровесники Леон і Симон закінчили інженерне училище в Марселі, обидва були, до того ж, і обдарованими, і спритними, Луї Мері, який закінчив бізнес-школу, зголосився допомагати їм грошима, а старший же брат Альфонс дав їм для вивчення свої автомобілі «Паннар ет Левассор» і «Пежо».

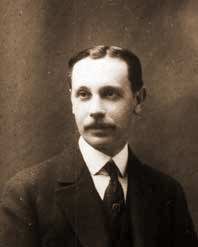
Симон Мері

У 1897 році молоді люди побудували свій перший прототип.
Через рік після цього прототипу будується другий прототип, який мав рядний 4-циліндровий мотор, об'ємом 2.6 л, машина мала 2 радіатора, які були встановлені з боків мотора. Трансмісія мала ланцюговий привід до несучих коліс, а сама була з 7 ступінчастою коробкою передач: 5 передач вперед і 2 назад. В колеса були вмонтовані підшипники, а на самих ободах були пневматичні шини, як управління красувалося кругле кермо.

## Початок виробництва автомобілів
У травні 1899 було вирішено створити фірму, яку назвали Ateliers de constructions d'automobiles Turcat, Méry et Cie. Прототип був дещо модернізований, і першу машину марки назвали просто — А.
До 1901 року було побудовано 8 таких автомобілів.
У 1901 році Тюрка їдете в Ніццу на запрошення Анрі де Фаркона, який повинен був виступити як спонсор. Там він знайомиться з Єлінеком, який був главою фірми Daimler з Канштадта, той самий, який продавав машини «Мерседес». Де Фаркон сказав Єлінеку, що Тюрка теж будує машини, між ними зав'язалася розмова, тоді Тюрка сказав, що він експериментує з електричними трубками запалювання. Після почутого Еміль Єлінек посміхнувся і сказав, що Тюрка може зав'язати з виробництвом автомобілів, оскільки у нього є щось, що змусить всіх конкурентів вдавитися, і дістав бронзовий циліндр — це було магнето. Однак Тюрка, взявши в руки, сказав, яким чином вони планують використовувати його, якщо воно неправильно зібрано. Оскільки Єлінек не був інженером, то попросив повернутися через тиждень до Ніцци, коли до неї прибуде Роберт Бош, який завідує розробкою фірми. Через тиждень Бош і Тюрка зустрічаються, Тюрка пропонує встановити в магнето нерухомий якір і екран з м'якого металу, який коливався б між якорем і полюсами, Бошу ідея подобається, і він погоджується поставити фірмі Turcat-Mery стільки подібних магнето, скільки вони захочуть.
У 1901 році з'являється нова 4-циліндрова модель — 16/20HP, яка мала той же 2.6 л мотор, тільки з електронним запалюванням (поряд з «Мерседесом» один з перших), коробка передач була цього разу 4-ступінчастою, машина розвивала до 80 км/год. Свічки з порцеляновою оболонкою взявся постачати Анрі Сітроен, який до того моменту ще й не думав про виробництво автомобілів.
Тоді ж з продукцією фірми знайомиться Поль Меян, він в хвалебних тонах описує автомобілі фірми, внаслідок чого Адрієн де Тюркхейм, який завідував фірмою Dietrich, зацікавився ними. Фірма «Дітріх» купила ліцензію «войтюреток» «Больє», які були далекі від досконалості, причому, фірма заплатила за цю конструкцію нечувану суму.
Приїхавши в Марсель, барон де Тюркхейм здивувався швидкому старту двигуна автомобіля і його тихою роботою, а після того, як він прокатався по вулицях Марселя, при цьому втративши капелюх, на його обличчі сяяла усмішка, він виявив бажання купити ліцензію, більше того, пообіцяв допомогти побудувати виробничі потужності для фірми кузенів. З 1902 року дві фірми стали виробляти однакові автомобілі.
У 1902 році автомобіль марки Turcat-Mery займає перше місце в гонках з підйому на пагорб поблизу Екс-ан-Прованс. У 1903 році Анрі Руж'є на Turcat-Mery 45CV з великим відривом приходить першим на аналогічній гонці в Мон-Ванту. У травні Руж'є бере участь у марафоні Париж-Мадрид, він приходить в загальному заліку 11 в місто Бордо, де гонка і закінчилася, у зв'язку з трагедіями, які супроводжували гонку.
Першим загинув Марсель Рено, один із засновників фірми «Рено», потім — Портер на «Уолслі» врізався в потяг, в цій аварії загинув його механік. Джордж Річард влетів у дерево, намагаючись об'їхати глядача-селянина, що стояв посеред дороги, гонщик Брюно збив на смерть солдата, який кинувся рятувати дитину, що також стояла посеред дороги, солдат врятував його ціною свого життя.

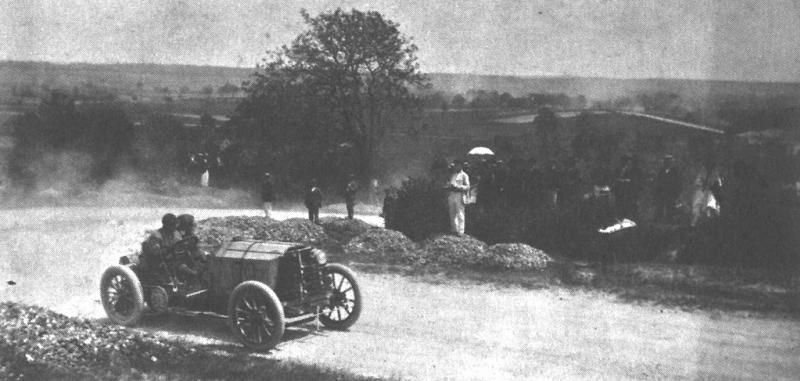
Анрі Руж'є на Turcat-Mery 45СV під час гонки

Одна машина також втратила керування і влетіла в глядачів, убивши двох людей. Фірма «Дітріх», яка випускала клони «Тюрка-Мері», теж терпіла втрати, Філ Стед не впорався з керуванням при обгоні і полетів в кювет, його врятувала єдина жінка-гонщик, яка брала участь у цих змаганнях — Камілла Дю Гаст. Лорейн Барроу, який також їхав на «Дітріху», врізався в дерево, у нього були проблеми зі здоров'ям з самого початку перегонів, але він вирішив продовжити гонки, в результаті — смерть його механіка. В підсумку загинуло 3 глядача і 5 гонщиків. Уряд Франції втрутився в хід перегонів, у підсумку в Бордо всі машини були арештовані.
До 1904 року фірма будує 12.8 л 100-сильний гоночний автомобіль, який був виставлений на гонках на кубок «Гордона Беннета» в Арденнах в Німеччині. Цікавий факт, що «Де Дітріх» розвивав всього 80 к.с., Руж'є, чий автомобіль був прикрашений зображенням чудовиська з Тараскону (звідки Руж'є і був родом), прийшов на гонках 3, а через 3 хвилини фінішував і Фредерік Габріель на більш слабкому «Де Дітріху». Незабаром Руж'є фінішує третім на гонках в Таурусі, також в Німеччині.
У 1905 році Адрієн де Тюркхейм свариться зі своїм дядьком Еженом Де Дітріхом, який хоче перенести виробництво з французького Люневіля в німецький Нідербронн, в якому знаходиться родове гніздо і в якому ще до 1870 року, коли місто перейшло німцям після франко-прусської війни, були і залишилися підприємства сім'ї. Барон де Тюркхейм засновує нову фірму, в якій заправляє особисто він — Société Anonyme Lorraine des Anciens Etablissements de Dietrich de Lunéville, вона продає автомобілі під маркою Lorraine-Dietrich. Співпраця фірм продовжилася. У 1907 році модельний ряд фірми Turcat-Mery поповнюють 6-циліндрові машини з мотором, об'ємом 8.1 л, яку дуже швидко зняли з виробництва через нестабільні мотори і крихкість колінчастого вала.

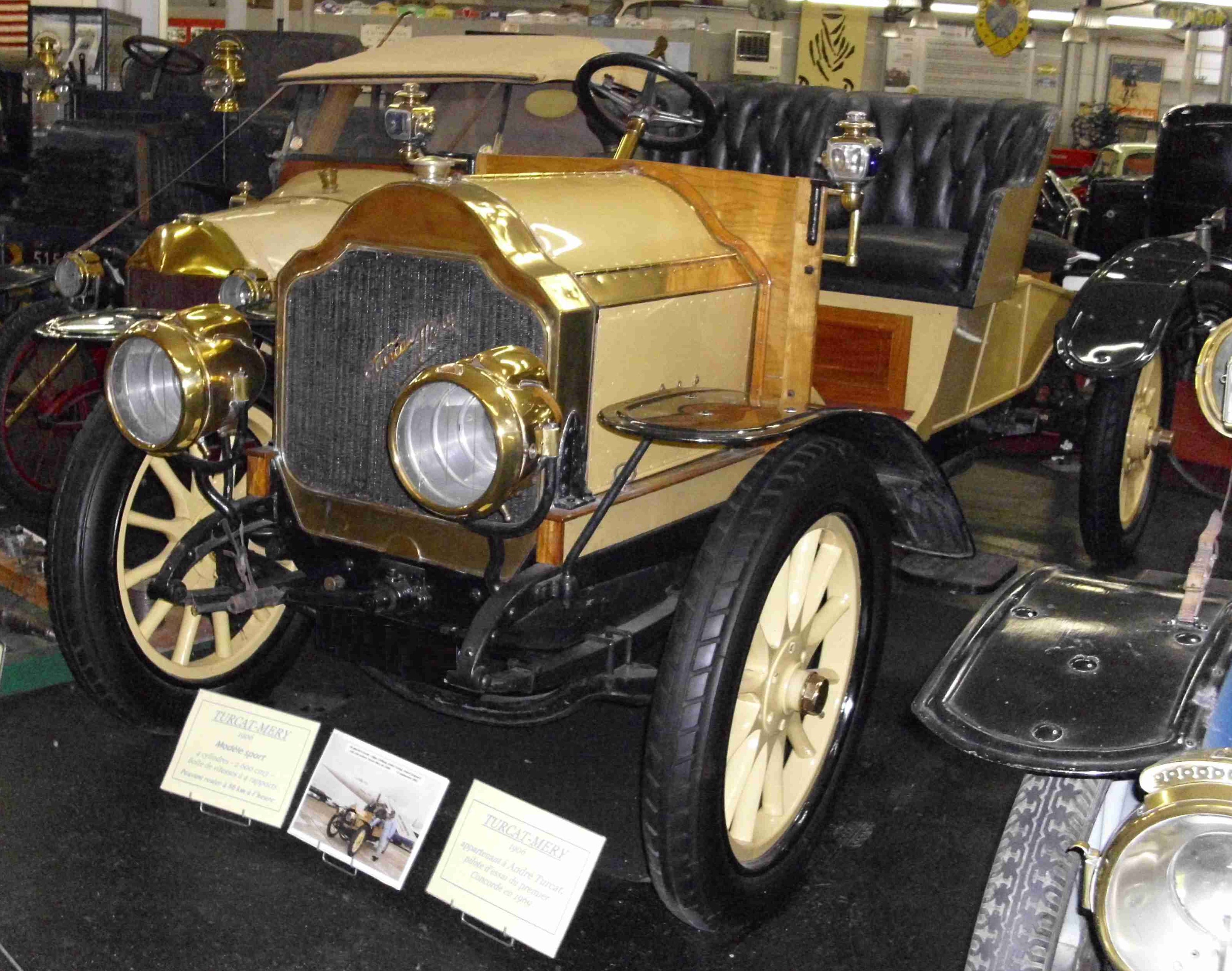
Turcat-Mery 1906 року

У цьому ж році в каталогах обох фірми (Turcat-Mery і Lorraine-Dietrich) з'являється 6-колісний автомобіль для комфортабельних поїздок багатих замовників, ланцюгова передача приводила в дію середні колеса, під капотом був 4-циліндровий 40-сильний мотор. Передні і задні колеса були керовані.
Такі диво-апарати випускалися і під маркою Lorraine-Dietrich, щоправда, їх продали небагато, оскільки ціна була на них божевільна. Серед покупців такої машини був Хедив Єгипту Абассі Другий, але в 1908 році Барон фон Екхардштейн замовив машину, яка повинна була переплюнути шикарний Panhard Pullman Limousine de Voyage його одвічного конкурента — графа Боні де Кастеллана, в машині барона в задній частині кузова була обладнана дорожня кухня, в якій його шеф-кухар міг готувати йому страви під час вояжу.

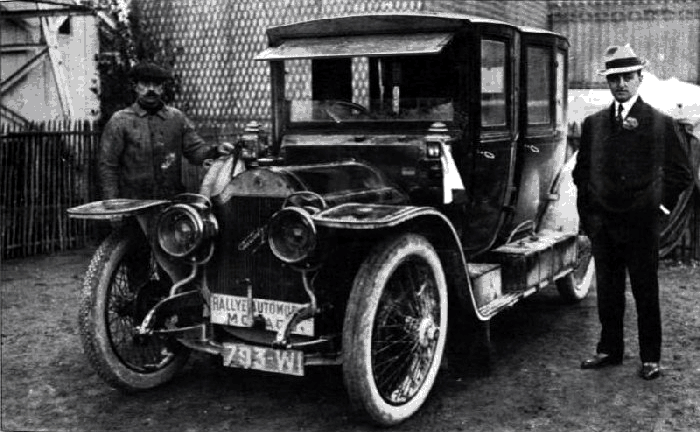
Turcat-Mery FM 25СV Limousine

У 1908 році фірма відмовляється від ланцюгової передачі, замінивши її карданами на всіх своїх моделях, з'являються нові моделі 14CV з 2,4 л мотором, 18CV з 3,0 л і 25CV з 6,3 л.
У 1911 році шляхи двох фірм розійшлися, Turcat-Mery до цього часу встали на ноги і практично випускали по машині в день. З'явилися і нові моделі, які стали останніми моделями, які мали клонів від «Лорейн-Дітріх» — KG 14CV 2.6 л, KH 18CV 3.3 л і KI 25CV з 4.1 л під капотом. У цьому ж році проходять перші ралі Monte-Carlo, організовані принцом Альбертом 1. Учасники ралі стартували з: Женеви, Парижа, Булоні-сюр-Мер, Відня, Брюсселя і Берліна, водії повинні були першими прийти до столиці Монако — Монте-Карло.

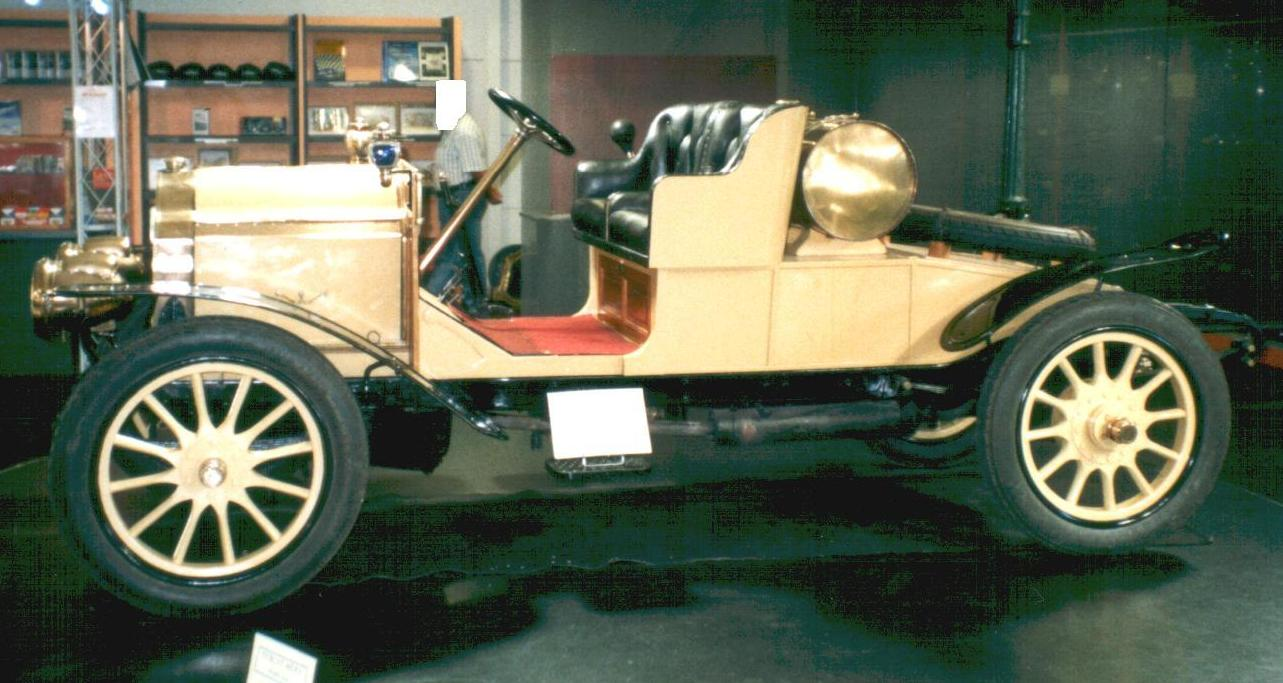
Turcat-Mery 1906 року

За регламентом очки нараховувалися не тільки за перше місце, а й за стиль машини, зручність пасажирів та водія і т. д.. У першій гонці брало участь 23 машини, до фінішу дійшло всього 15, і перше місце зайняв на них Анрі Руж'є на Turcat-Mery KI 25CV.
Руж'є приїхав до фінішу третім, але оскільки бали нараховувалися і за естетику, комфорт, технічний стан, то перемогу присудили йому. Першим прийшов капітан фон Ерсмах на Durkopp, до речі, прибув він з найдальшої точки — Берліна, однак він навіть не потрапив до трійки переможців, чим викликав великий скандал у пресі.
До речі, найчастіше ім'я «Тюрка-Мері» якраз і згадується в пресі в зв'язку з цими змаганнями.
У 1912 році старі моделі отримують нові індекси — LG 14CV, LH 18CV, з'являються і нові моделі — MI 28CV з 4.7 л і MJ 35CV з 6.1 л під капотом.

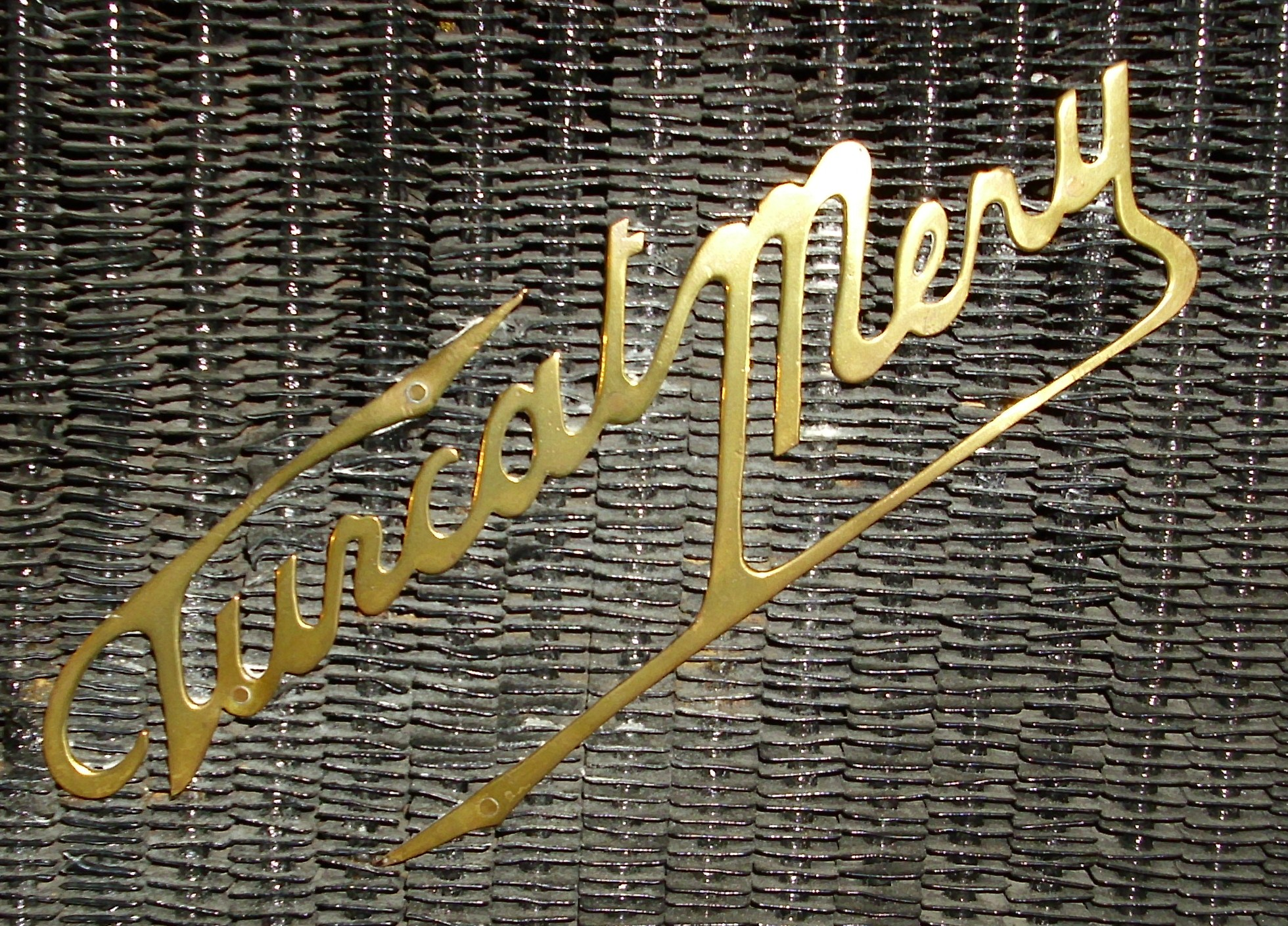
Логотип Turcat-Mery

Машини щороку міняли індекс першої літери на нову букву, так в 1914 році індекс моделей починався на букву N. З початком війни завод фірми перейшов на виробництво торпед і снарядів для французької та російської армій, а також на виробництво вантажівок на базі моделей 18CV. Не дивлячись на це, в 1915 році Миколай II отримує з Франції — модель MI 28CV.
Після революції саме ця машина стала першим службовим автомобілем В. І. Леніна, але в грудні 1917 року її  викрали зі стоянки перед Смольним, імовірно на продаж; незабаром кинуту машину знайшли на кордоні з Фінляндією.
Після війни Анрі Руж'є, який був під час війни льотчиком і отримав множинні нагороди, скуповує легкові шасі, які були побудовані ще до війни. Він трохи допрацьовує мотори, ставить барабанні гальма всіх коліс системи «Анрі Перро» (Перро в 1924 році продасть патент Вінсену Бендіксу) і продає їх під своєю маркою — «Rougier».

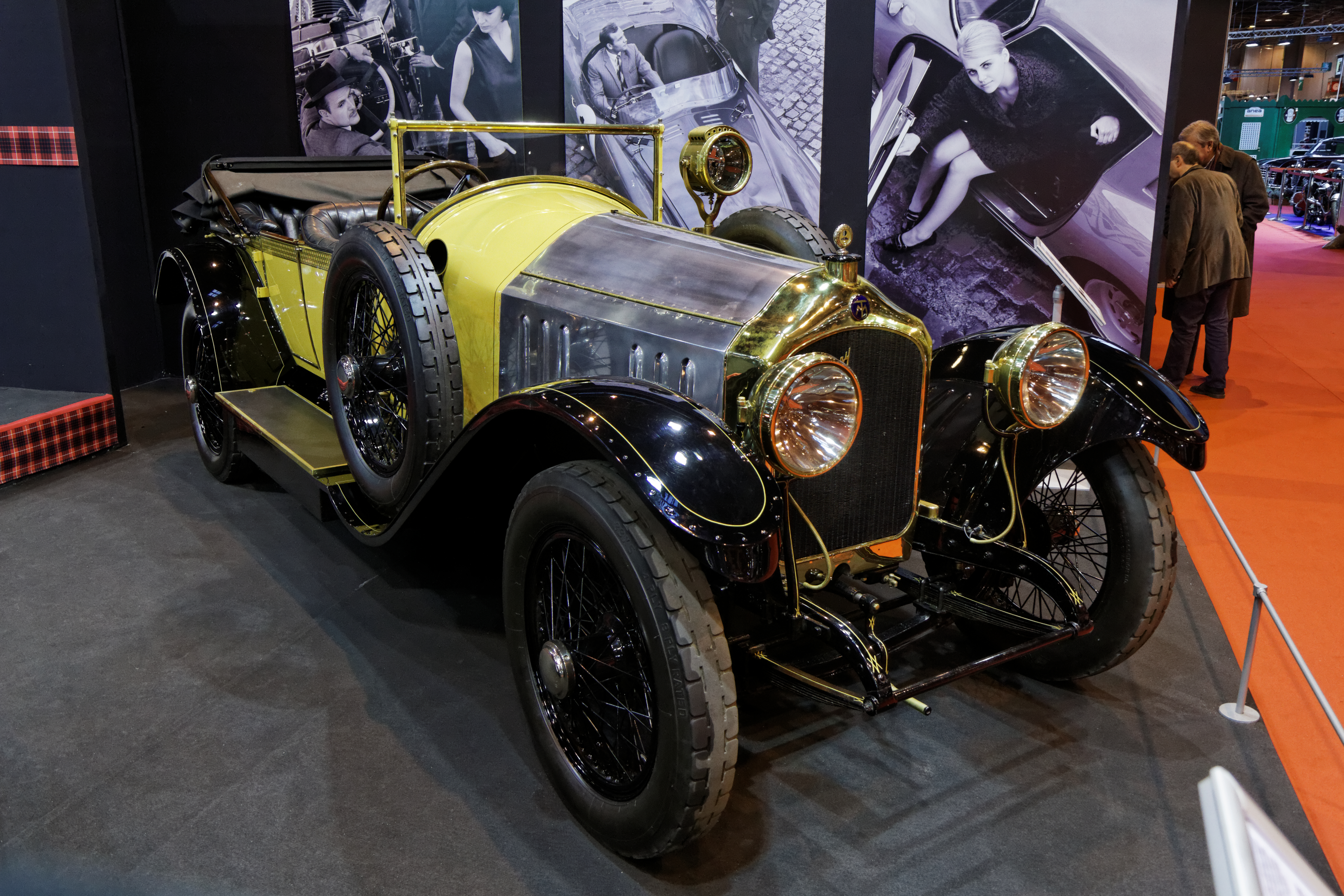
Turcat-Mery PJ6 40СV

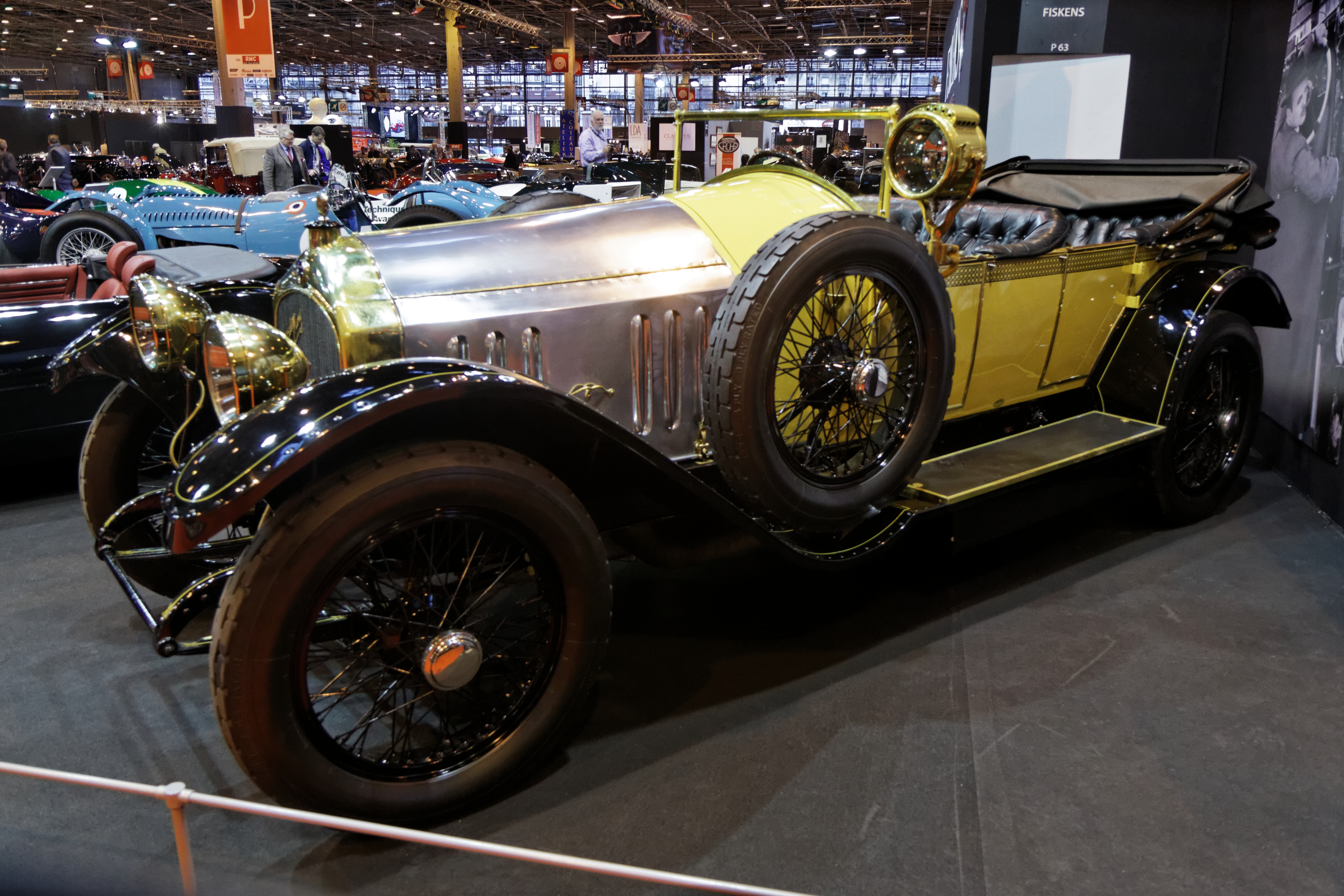
Turcat-Mery PJ6 40СV

Однак в 1919 році фірма будує на замовлення герцога Монпансьє 6-циліндровий 9-літровий автомобіль, машина з таким мотором була випущена всього одна, оскільки більше в післявоєнній Франції не знайшлося покупців. Ця машина, як і автомобілі Анрі Руж'є, мала гальма всіх коліс.
Замість розкішної моделі було вирішено будувати 3-літровий автомобіль PG 15/25CV, який був спроектований ще під час військових дій. Проте машина виявилася занадто дорогою, оскільки сировина в післявоєнній Європі коштували дуже дорого, кузени навіть подали до суду на спекулянтів, але програли справу. У підсумку росли і борги фірми, на Різдво 1920 року брати продали свою фірму банку Société marseillaise de crédit, ставши в цій компанії простими працівниками, які, до речі, незабаром були просто звільнені.
У 1921 році Анрі Руж'є бере участь у змаганнях Circuit de Corse, де займає друге місце на автомобілі марки Turcat-Mery, за ним також фінішують автомобілі цієї фірми (з другого по шосте місце зайняли автомобілі марки Turcat-Mery).
Однак навіть спортивні досягнення не приносять успіху в торгових справах фірми, все через цінову політику фірми. У 1923 році з'являється спортивна модель RGH з 2.8 л мотором, у якого було верхнє розташування розподільчого вала і гальма всіх коліс, але й вона не зацікавила клієнтів, тоді банк вирішує продати фірму Артуру Провенцалю, він стає новим господарем фірми Société Anonyme des ateliers de construction automobiles Turcat-Méry.

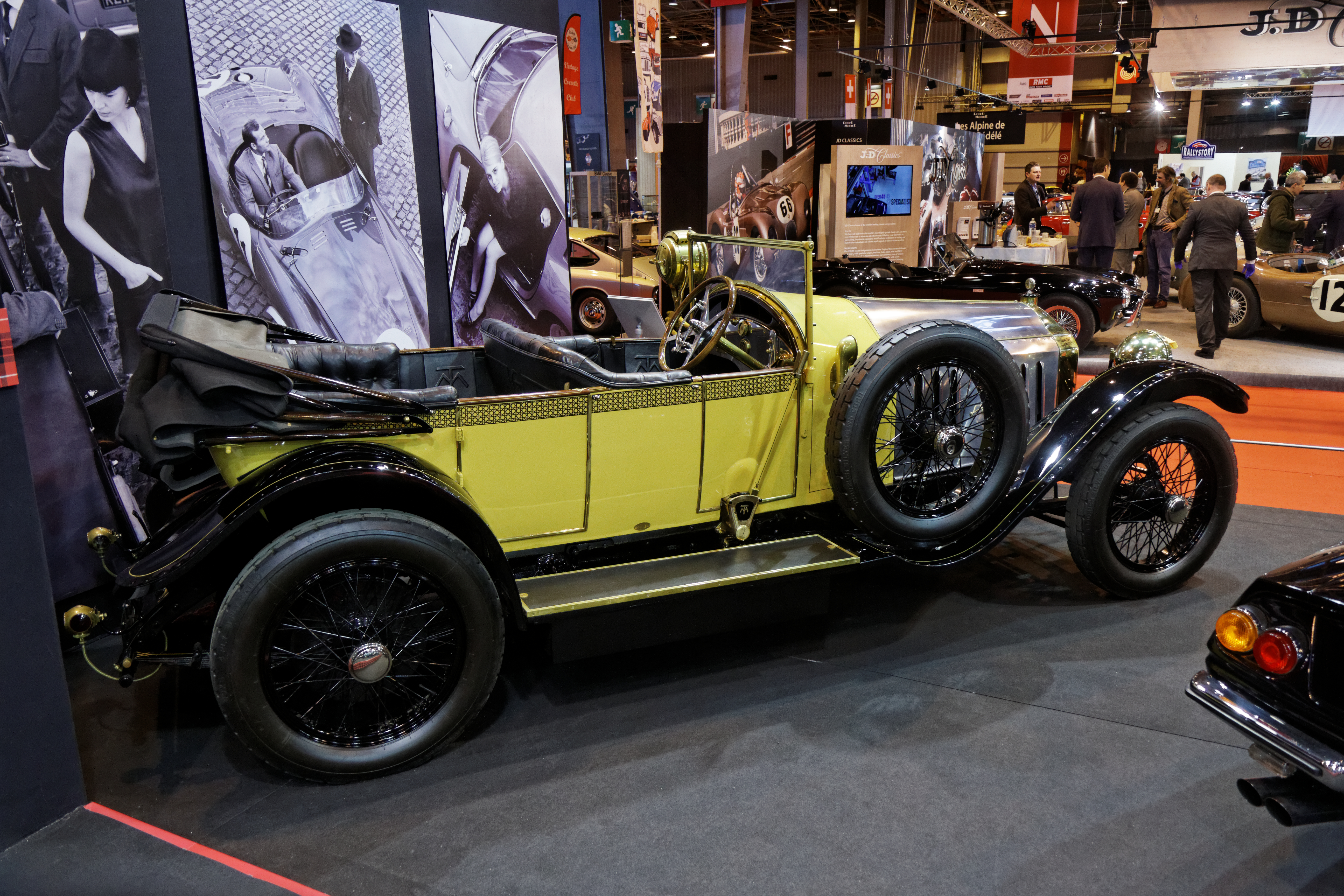
Turcat-Mery PJ6 40СV

Провенцаль розуміє, що з дорогими машинами на ринку робити нічого, і він випускає модель UG 12CV з 2.4 л мотором, у якого було також верхнє розташування розподільчого валу. Ця машина бере участь у різних спортивних заходах, на зразок підйому на пагорб Монт-Ванту, всього за 1925 рік машина зайняла 17 перших місць, що посприяло продажам цієї моделі.
Щоб збільшити обсяг продажів своєї марки, Провенцаль в 1927 році показує нову модель з 1.2 л моторчиком — VD 7/8CV.

## Припинення виробництва автомобілів. Закриття компанії
Однак ні вона, ні більша модель VF 10CV не роблять підприємство прибутковим. Щоб знизити собівартість автомобілів, в 1928 році Артур Провенцаль вирішує виготовляти автомобілі з покупними моторами фірм SCAP і CIME, машини отримують індекси VD6 8/9CV і VF6 10/11CV, обидва оснащені 6-циліндровими моторами, перший — об'ємом 1.5 л, другий — 1.7 л. Тоді ж на ринок він виводить 8-циліндрову модель WG8 14CV з 2.3 л мотором фірми SCAP, ця модель стала лебединою піснею фірми, не бажаючи доводити фірму до банкрутства, в 1929 році він приступає до ліквідації компанії. Непродані автомобілі та запчастини Артур Провенцаль продає фірмі Monnerot-Dumaine, яка до 1933 року буде реалізовувати залежаний товар.
Щодо засновників компанії, то обидва кузена померли в один рік — в 1965 році, на жаль, вони не змогли побачити перший політ надзвукового літака «Concord» в 1969 році, командиром якого був онук Леона — Андре Тюрка.

## Список автомобілів Turcat-Méry
- 1899 — Turcat-Méry A
- 1901 — Turcat-Méry 16/20CV
- 1902 — Turcat-Méry 45CV
- 1907 — Turcat-Méry 40CV
- 1908 — Turcat-Méry 14CV
  - Turcat-Méry 18CV
  - Turcat-Méry FM
- 1911 — Turcat-Méry KG
  - Turcat-Méry KH
  - Turcat-Méry KI
- 1912 — Turcat-Méry LG
  - Turcat-Méry LH
  - Turcat-Méry MI
  - Turcat-Méry MJ
- 1914 — Turcat-Méry N
- 1919 — Turcat-Méry PG
  - Turcat-Méry PJ6
- 1923 — Turcat-Méry RGH
- 1924 — Turcat-Méry UG
- 1927 — Turcat-Méry VD
  - Turcat-Méry VF
- 1928 — Turcat-Méry VD6
  - Turcat-Méry VF6
  - Turcat-Méry WG8

## Сноскі
1. ↑  Kotkin, 2015, с. 228.